# Sideroporus
Sideroporus es un género de foraminífero bentónico considerado un sinónimo posterior de Siderolites de la familia Calcarinidae, de la superfamilia Rotalioidea, del suborden Rotaliina y del orden Rotaliida. Su especie tipo era Sideroporus calcitrapa. Su rango cronoestratigráfico abarcaba el Maastrichtiense (Cretácico superior).

## Clasificación
Sideroporus incluye a la siguiente especie:
- Sideroporus calcitrapa †